# Gina Moxley
Gina Moxley (nacida en 1957) es una dramaturga, directora y actriz irlandesa. Es miembro de Aosdána, una asociación de artistas irlandeses de élite.

## Primeros años
Moxley nació en Cork en 1957.

## Carrera
Moxley estudió bellas artes en la Escuela de Arte Crawford. Solicitó un trabajo como diseñadora en una compañía de teatro en Dublín, que luego la invitó a hacer una audición para actuar.
Su obra debut, Danti-Dan (1995) fue encargada por la Rough Magic Theatre Company y ganó el premio Stewart Parker Trust. En 1996, contribuyó con la idea de la película Snakes and Ladders y también coprotagonizó la misma (junto a Pom Boyd) como una de las protagonistas femeninas. En 1997 siguió su primera obra con Dog House, un drama de un actor sobre el abuso de un adolescente.
Moxley asistió al curso de escritura creativa en el Centro Oscar Wilde y recibió una maestría en Filosofía del Trinity College Dublin en 2006.
En 2014, How to Keep an Alien ganó el premio a la mejor producción en el Festival Fringe de Dublín de 2014.
En 2018, se representó en el Abbey Theatre su obra The Patient Gloria, basada en la película de 1965 Three Approaches to Psychotherapy. En el Festival Fringe de Edimburgo de 2019 ganó los premios Fringe First y Herald Angel por la obra.
Como actriz, ha aparecido principalmente en el teatro, pero también ha aparecido en varias películas y programas de televisión producidos en Irlanda, incluidos Game of Thrones, The Butcher Boy, Titanic: sangre y acero, This Is My Father y Moll Flanders (1996). También ha escrito obras de radio y cuentos, y contribuyó con un capítulo de la serie de novelas Yeats is Dead!
Moxley fue elegida para Aosdána en 2020.

## Vida personal
Moxley vive en Kilmainham, Dublín.